# زهرا
بلدية زهراء أو صحراء (بالإسبانية: Zahara)‏، هي إحدى بلديات مقاطعة قادس, التي تقع في منطقة الأندلس جنوب إسبانيا.
يبلغ عدد سكانها 1.526 نسمة وفقاً لإحصائية سنة (2002).